# Occultamento o distruzione di documenti contabili
L'occultamento o distruzione di documenti contabili è un reato previsto dall'ordinamento giuridico italiano dall'art. 10 del decreto legislativo n. 74 del 10 marzo 2000.

## Elementi della fattispecie delittuosa

### Elemento soggettivo del reato
Ai fini della punibilità è richiesto il dolo specifico cioè il reo deve avere specifica finalità di evadere le imposte sui redditi o sul valore aggiunto o di consentire a terzi di evadere le stesse imposte.

### Elemento oggettivo del reato
Viene punita la condotta di distruzione o occultamento di documenti contabili, la cui tenuta è obbligatoria per legge, al fine di impedire la ricostruzione della contabilità da parte delle autorità preposte, il reato per tali motivi può essere commesso solo da coloro che sono obbligati alla tenuta della contabilità.

### Nessuna soglia di punibilità
A differenza di altri reati tributari non è previsto il superamento di alcuna soglia di punibilità al fine della commissione del reato.